# Élections municipales de 2017 en Mauricie
Les élections municipales québécoises de 2017 se déroulent le 5 novembre 2017. Elles permettent d'élire les maires et les conseillers de chacune des municipalités locales du Québec, ainsi que les préfets de quelques municipalités régionales de comté.

## Mauricie

### Trois-Rivières
| Parti                             | Parti                             | Candidats                         | Voix    | %     |
| --------------------------------- | --------------------------------- | --------------------------------- | ------- | ----- |
|                                   | Indépendant                       | Yves Lévesque                     | 26 503  | 51,37 |
|                                   | Indépendant                       | Jean-François Aubin               | 23 252  | 45,07 |
|                                   | Indépendant                       | André Bertrand                    | 1 837   | 3,56  |
|                                   |                                   |                                   |         |       |
| Votes valides                     | Votes valides                     | Votes valides                     | 51 592  | 98,76 |
| Bulletins rejetés                 | Bulletins rejetés                 | Bulletins rejetés                 | 650     | 1,24  |
| Total                             | Total                             | Total                             | 52 242  | 100   |
| Abstention                        | Abstention                        | Abstention                        | 55 195  | 51,37 |
| Nombre d'inscrits / participation | Nombre d'inscrits / participation | Nombre d'inscrits / participation | 107 437 | 48,63 |

| Districts                         | Élus sortants                     | Candidats élus        | Candidats élus        |
| --------------------------------- | --------------------------------- | --------------------- | --------------------- |
| #1                                | André Noël                        | Pierre Montreuil      | Pierre Montreuil      |
| #2                                | Yves Landry                       | Valérie Renaud-Martin | Valérie Renaud-Martin |
| #3                                | Luc Tremblay                      | Luc Tremblay          | Luc Tremblay          |
| #4                                | Marie-Claude Camirand             | Maryse Bellemare      | Maryse Bellemare      |
| #5                                | Pierre-Luc Fortin                 | Pierre-Luc Fortin     | Pierre-Luc Fortin     |
| #6                                | Jeannot Lemieux                   | Mariannick Mercure    | Mariannick Mercure    |
| #7                                | Pierre A Dupont                   | Dany Carpentier       | Dany Carpentier       |
| #8                                | Sabrina Roy                       | Sabrina Roy           | Sabrina Roy           |
| #9                                | Jean-François Aubin               | Denis Roy             | Denis Roy             |
| #10                               | François Bélisle                  | François Bélisle      | François Bélisle      |
| #11                               | Ginette Bellemare                 | Ginette Bellemare     | Ginette Bellemare     |
| #12                               | Joan Lefebvre                     | Claude Ferron         | Claude Ferron         |
| #13                               | Daniel Cournoyer                  | Daniel Cournoyer      | Daniel Cournoyer      |
| #14                               | Michel Cormier                    | Michel Cormier        | Michel Cormier        |
|                                   |                                   |                       |                       |
| Votes valides                     | Votes valides                     | 51 592                | 98,76                 |
| Bulletins rejetés                 | Bulletins rejetés                 | 650                   | 1,24                  |
| Total                             | Total                             | 52 242                | 100                   |
| Abstention                        | Abstention                        | 55 195                | 51,37                 |
| Nombre d'inscrits / participation | Nombre d'inscrits / participation | 107 437               | 48,63                 |